# Mangora fundo
Mangora fundo là một loài nhện trong họ Araneidae.
Loài này thuộc chi Mangora. Mangora fundo được Herbert Walter Levi miêu tả năm 2007.